# Кутлуєвська сільська рада
Кутлу́євська сільська рада (рос. Кутлуевский сельский совет) — сільське поселення у складі Асекеєвського району Оренбурзької області Росії.
Адміністративний центр — село Кутлуєво.

## Населення
Населення — 523 особи (2019; 770 в 2010, 920 у 2002).

## Склад
До складу сільської ради входять:
| Населений пункт | Населення, осіб (2002) | Населення, осіб (2010) |
| --------------- | ---------------------- | ---------------------- |
| Івановка, село  | 271                    | 244                    |
| Кутлуєво, село  | 649                    | 526                    |